# Стрелков, Денис Сергеевич
Денис Сергеевич Стрелков (род. 26 октября 1990) — мастер спорта международного класса России (лёгкая атлетика, спортивная ходьба). Серебряный призёр чемпионата Европы 2014.

## Карьера
На Универсиаде в Казани с результатом 1:21,32 завоевал бронзовую медаль, а так же одержал победу в командном турнире. 
На чемпионате мира в Москве на дистанции 20 км был четвёртым с результатом 1:22,06.
Является студентом Мордовского государственного педагогического института.
На чемпионате Европы 2014 года на дистанции 20 км стал серебряным призёром с результатом 1:19,46.
Победитель кубка Европы 2013 года в 

## Примеч ния
1. ↑  Denis Strelkov // World Athletics database